# Georg von Nißmitz
Georg von Nißmitz (* 30. Dezember 1575 in Nebra; † 23. Oktober 1654 ebenda) war ein kursächsischer Hofmeister und Jurist.

## Leben
Georg von Nißmitz war der Sohn von Christoph von Nißmitz und dessen Ehefrau Blandina von Hoym. Friedrich von Nißmitz war sein Bruder.
Nachdem Nißmitz einen ersten Unterricht durch Hauslehrer erfahren hatte, kam er mit zehn Jahren 1585 für weitergehende Studien zum Juristen und Stiftshauptmann von Merseburg, Heinrich von Bülow. Zwischen 1585 und 1587 verbrachte Nismitz auf dem Gymnasium in Leipzig. Am 22. Juli 1587 immatrikulierte er sich an der Universität Helmstedt. Dort studierte er zusammen mit seinem Bruder zwischen 1587 und 1591. In diesem Jahr wechselte er für ein Jahr nach Jena.
Nach erfolgreichem Abschluss seines Studiums begab sich Nißmitz 1593 auf seine erste Kavalierstour. Die erste Station war Frankfurt am Main, wo er sich acht Monate aufhielt. Nach einem sehr kurzen Aufenthalt an der Universität Marburg reiste er 1594 über Straßburg und Basel nach Genf. 
Ein Jahr später ging die Reise nach Italien, wo er sich an der Universität Siena immatrikulierte. Von dort ging es weiter durch Kroatien und Ungarn. Seine Rückreise führte ihn über Wien und am 23. Juli 1595 erreichte er wieder Nebra.
Doch schon 1596 brach er zu einer zweiten Kavalierstour auf. Über Prag führte ihn seine Reise durch die Generalstaaten bis nach England. Seine Rückreise beinhaltete eine kleine Rundreise durch Frankreich und die spanischen Niederlande. Von Den Haag kehrte er dann über Jülich, Köln und Leipzig nach Nebra zurück. Dort traf er am 5. Mai 1599 wieder ein.
Im Dezember 1600 wurde Nißmitz zum Hofmeister des späteren Kurfürsten Johann Georg I. von Sachsen ernannt. Mit seinem Zögling unternahm er zwischen 1601 und 1602 eine längere Italienreise.
Am 4. November 1605 heiratete er Anna von Rochow, eine Tochter des erzbischöflichen-magdeburgischen Amtshauptmanns.
1606 übernahm Nißmitz als kursächsischer Amtshauptmann das Amt Freyburg und das Amt Eckartsberga, was sich sehr trefflich fügte, da seine Güter in ebendiesen Bezirken lagen. Diese Ämter bekleidete er 26 Jahre lang bis 1632.
Im September 1606 folgte auch noch die Ernennung zum Assessor am Oberhofgericht in Leipzig. Am 6. August 1607 wurde Nißmitz zum Inspektor von Schulpforta ernannt.
1629 wurde Nißmitz durch Fürst Ludwig I. von Anhalt-Köthen in die Fruchtbringende Gesellschaft aufgenommen. Er verlieh diesem den Gesellschaftsnamen der Ausbündige und das Motto im Blutstillen. Als Emblem wurde Nismitz die Tormentillwurzel (Potentilla erecta L. Raeuschel) zugedacht. Im Köthener Gesellschaftsbuch findet sich Nismitz' Eintrag unter der Nr. 189.
Im März 1638 wurde Nißmitz endlich vom Assessor zum Oberhofrichter befördert. Noch im selben Jahr erfolgte die Ernennung zum kursächsischen Rat. Als 1641 französisch-weimarische Truppen Nebra in Schutt und Asche legten und das Schloss besetzten, musste er samt seiner Familie in die umliegenden Städte fliehen. Noch in diesem schwierigen Jahr übernahm er 1644 das Amt eines kursächsischen Steuereinnehmers. 
Erst 1648 konnte er nach Nebra zurückkehren und seine Amtsgeschäfte wieder in Gänze aufnehmen. Am 5. Oktober 1649 starb seine Ehefrau.
Die schönen Künste lagen Nißmitz schon immer sehr am Herzen, besonders die Musik. Mit großzügigen Stipendien unterstützte er immer wieder die Thomaskantorei.
Im Alter von 79 Jahren starb Georg von Nißmitz als Erbsass auf Nebra, Birkigt und Weischütz. Aus Anlass seiner Beisetzung am 3. April 1655 erschien in Leipzig bei Henning Köhler eine Leichenpredigt in Druck.